# قرار مجلس الأمن التابع للأمم المتحدة رقم 196
قرار مجلس الأمن التابع للأمم المتحدة رقم 196، الذي تم بالإجماع في 30 أكتوبر 1964، بعد دراسة طلب مالطا للحصول على عضوية في الأمم المتحدة، أوصى الجمعية العامة بقبول مالطا.